# Battle Mound
Battle Mound è un sito archeologico della Cultura del Mississippi. Si trova presso la città di Magnolia nella Contea di Lafayette in Arkansas. Il sito contiene i resti di un insediamento di nativi americani di Cultura Caddo, una variante regionale della cultura del Mississippi, abitato fra il 1400 ed il 1680 d.C.